# HMS Endurance (A171, 1967)
HMS Endurance (A171) byl hlídkový ledoborec britského královského námořnictva. Jedná se o přestavěné civilní plavidlo. Britské námořnictvo jej provozovalo v letech 1968–1991. Sloužilo pro hlídkování a hydrografický výzkum v oblastech Falkland, Jižní Georgie, Jižních Shetland a Antarktidy.

## Stavba

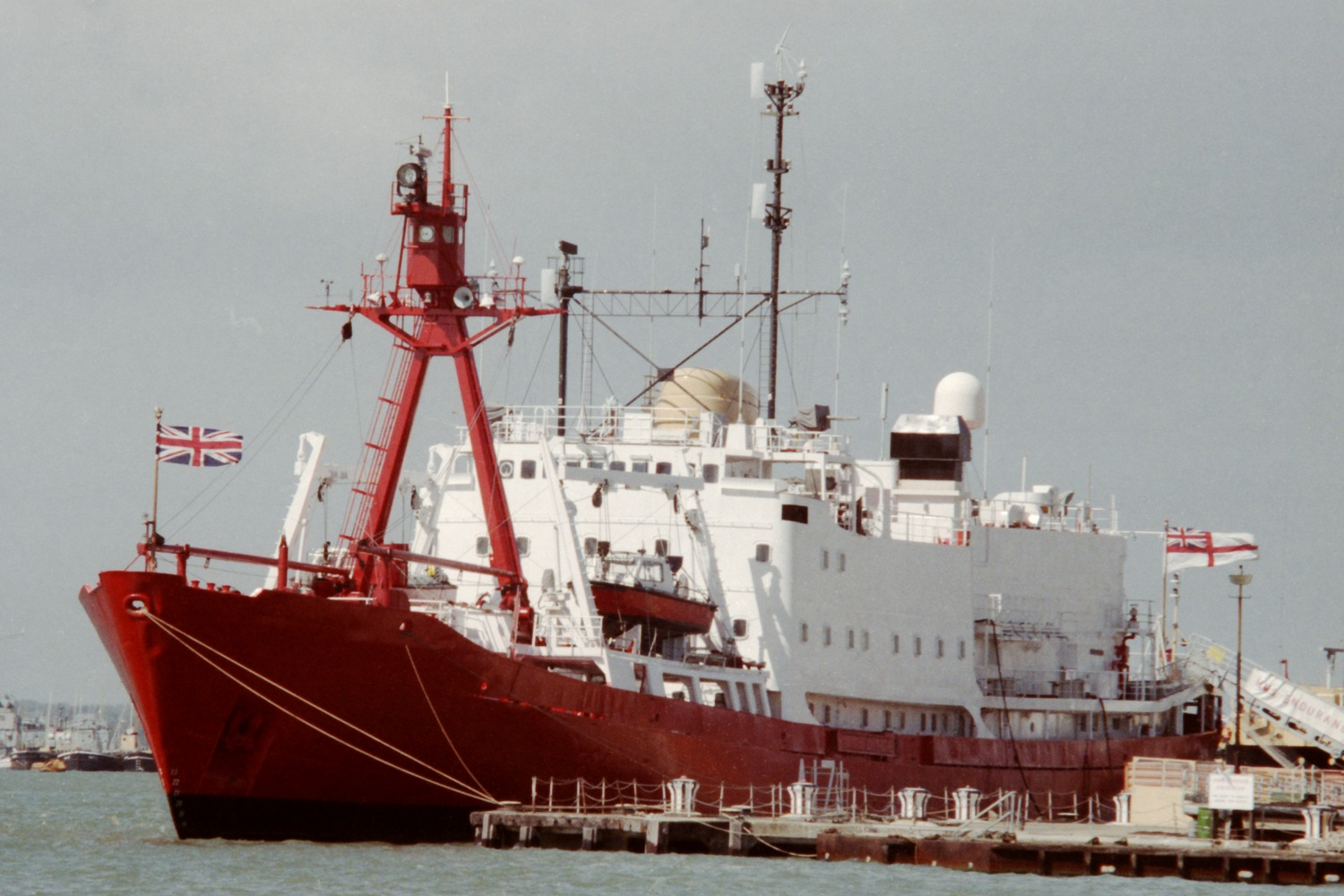
Endurance

Plavidlo Anita Dan bylo postaveno roku 1956 západoněmeckou loděnicí Krogerwerft v Rendsburgu. Roku 1967 bylo od kodaňské společnosti J. Lauritzen Lines koupeno britským námořnictvem. V letech 1967–1968 byla loď přestavěna loděnicí Harland & Wolff v Belfastu a poté zařazena pod jménem Endurance.

## Konstrukce

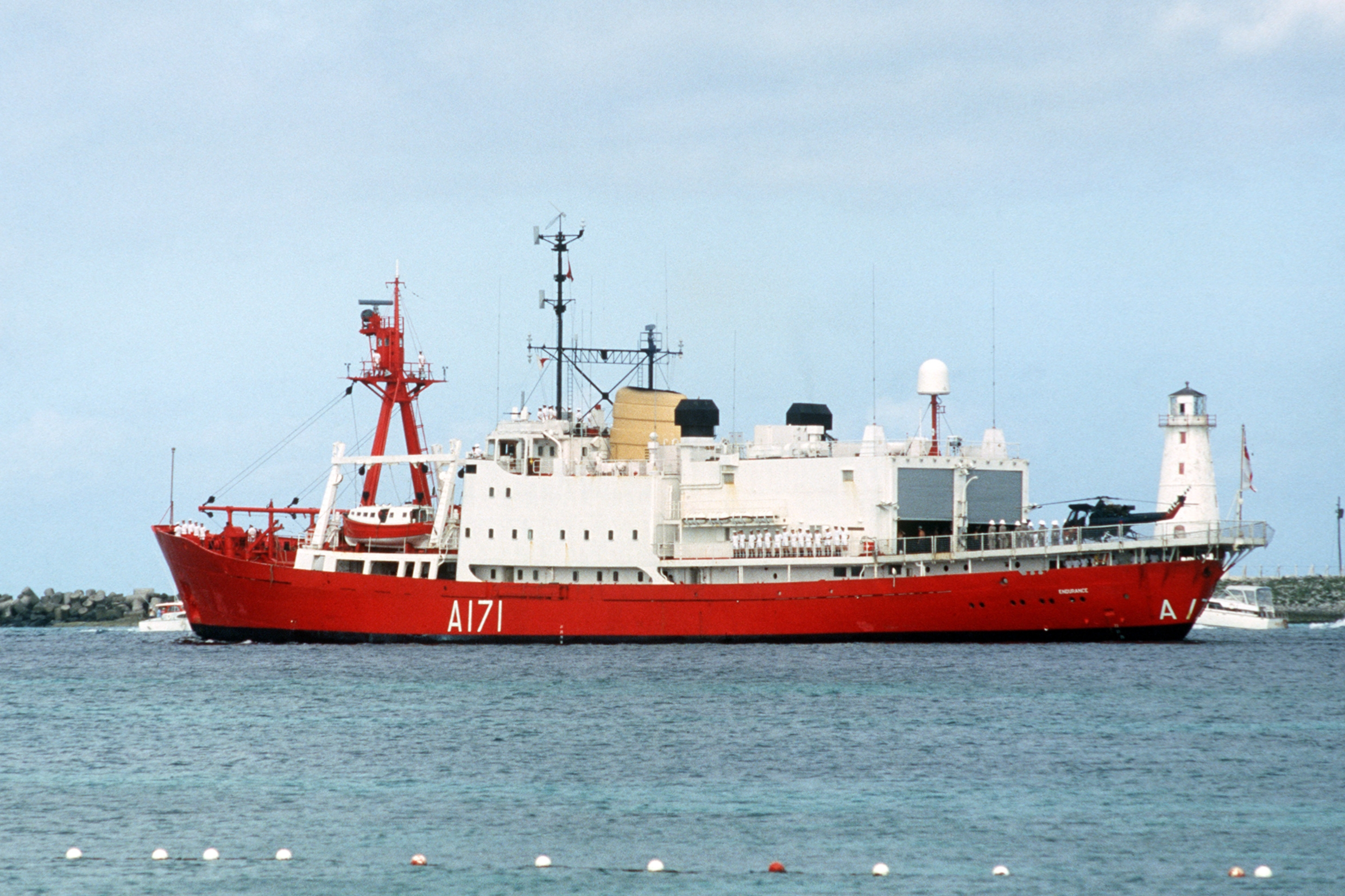
Endurance v roce 1982

Na zádi se nacházela přistávací plocha a hangár pro dva vrtulníky Westland Wasp. Ty od roku 1986 nahradil typ Westland Lynx.

## Operační služba
Na základě roku 1981 vydaného dokumentu Defence Review měl být Endurance následujícího roku předčasně vyřazen ze služby. Byl to jeden ze signálů, které Argentinci nesprávně vyhodnotili jako britský mocenský ústup z oblasti jižního Atlantiku. Zhoršující se vztahy mezi Velkou Británií a Argentinou vedly k tomu, že 19. března 1982 skupina argentinských obchodníků s kovovým šrotem (mezi nimiž byli i příslušníci námořnictva) vztyčila Argentinskou vlajku na ostrově Jižní Georgie. Endurance následně 23. března z Port Stanley na Falklandách přivezla 23 mariňáků a dva ozbrojené vrtulníky Wasp, které měly zajistil britskou kontrolu ostrovů. Tři dny poté ostrov obsadila stovka argentinských vojáků. Argentinská junta, obávající se posílení britských pozici v Jižním Atlantiku, proto rychle přeplánovala vylodění na Falklandách na 2. dubna 1982, které vyústilo ve válku o Falklandy. Po skončení války bylo rozhodnutí o vyřazení Endurance zrušeno.
Roku 1989 byl Endurance vážně poškozen srážkou s ledovcem. Přestože byl opraven, roku 1991 bylo prohlídkou trupu zjištěno, že loď již nemůže bezpečně absolvovat arktickou plavbu, a proto byla vyřazena.